# 参孙主教座堂

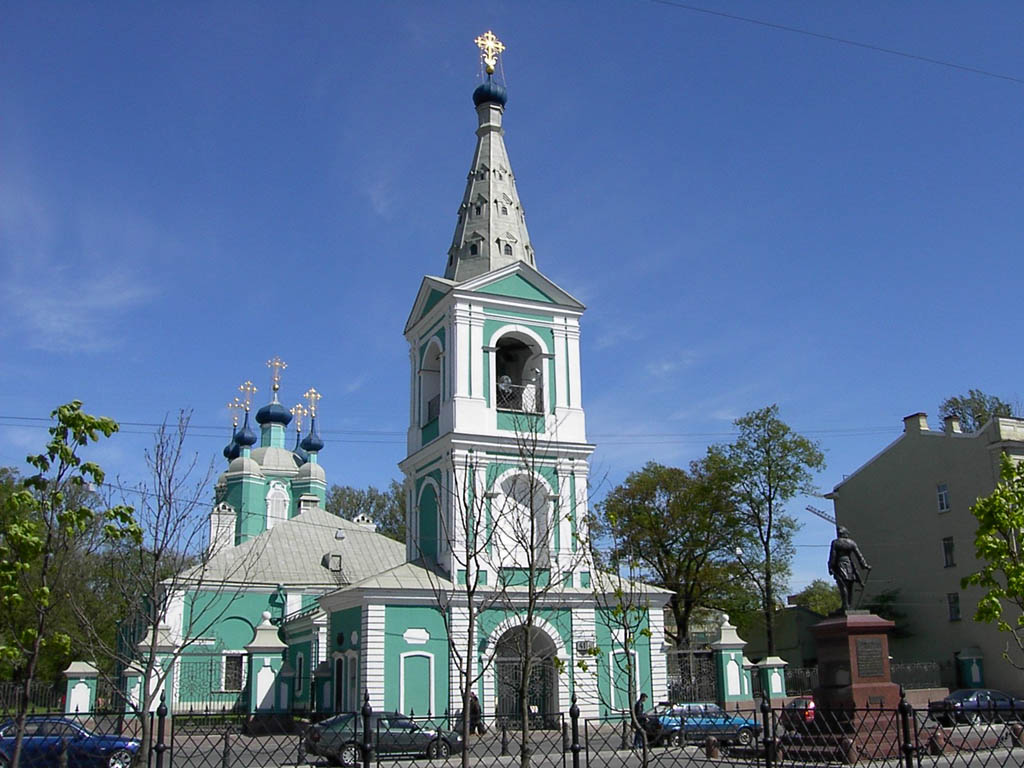
桑普森大教堂

桑普森大教堂（Сампсо́ниевский собор）建于1740年，是圣彼得堡的一座东正教堂，位于桑普森大街41号，巴洛克风格。 
为纪念1709年6月27日波尔塔瓦战役的胜利，1710年在此兴建了一座木制教堂，以圣桑普森-仁心者為名。改建工程从1728年-1740年，拖延日久是由于缺乏资金。 
该教堂有三个建筑物: 大教堂、钟楼和礼拜堂。大教堂和钟楼建于1740年。整个大教堂和谐地涂上明亮的蓝色。礼拜堂建于1909年。 
1938年教堂关闭，并在1942年2月10日遭到炮弹损坏。2000年开辟博物馆，两年后恢复了壁画和教堂。 